# Kilpin
Kilpin – wieś w Anglii, w hrabstwie East Riding of Yorkshire. Leży 33 km na zachód od miasta Hull i 252 km na północ od Londynu. W 2001 miejscowość liczyła 357 mieszkańców.